# لويس شيرمان
لويس شيرمان (بالإنجليزية: Louis Sherman)‏ هو سياسي أمريكي، ولد في 8 مارس 1907 في نيويورك في الولايات المتحدة، وتوفي في 2 نوفمبر 1984 في فيلادلفيا في الولايات المتحدة. حزبياً، نشط في الحزب الديمقراطي. وقد انتخب عضو مجلس نواب بنسيلفانيا.